# Jan Margarit
Pour les articles homonymes, voir Margarit.
Jan Margarit Solé, né le 19 novembre 1997 à Matadepera, est un coureur de fond espagnol spécialisé en skyrunning. Il est champion d'Europe de skyrunning 2019.

## Biographie
Enfant, Jan pratique le hockey sur gazon, un sport très populaire dans son lieu de naissance de Matadepera. Adorant la course à pied durant ses entraînements, il décide de se tester dans une véritable compétition. En janvier 2011, il s'inscrit avec sa mère à la course de montagne du Mont-Rodón, qui se déroule chez lui. Il découvre alors les sports de montagne. Se sentant plus à l'aise sur les parcours accidentés, il se spéciale en skyrunning,.
Il remporte ses premiers succès en 2013 en devant champion junior de Catalogne de kilomètre vertical et champion d'Espagne cadet de course en montagne FEDME.
À la suite de ses débuts prometteurs, il suit un stage d'entraînement au centre technique de course en montagne de la Fédération catalane. Il se révèle ensuite sur la scène internationale en 2016, décrochant des podiums au Livigno SkyMarathon, au Lone Peak Vertical Kilometer et au Rut 28K. Ayant participé à huit épreuves en Skyrunner World Series, il termine deuxième du classement Vertical et sixième du classement Sky.
Il remporte ses premiers grands succès en 2017. Le 21 juillet, face à un plateau relevé à la Dolomites SkyRace, il parvient à rester au contact du peloton de tête mené par Rémi Bonnet. Jan fait ensuite la différence dans la descente et remporte la victoire au sprint, 22 secondes devant Davide Magnini. Huit jours plus tard, il domine la SkyRace Comapedrosa et remporte facilement la victoire, terminant plus de six minutes devant Marco De Gasperi et battant de plus de cinq minutes le précédent record du parcours en 2 h 35 min 36 s. Il termine ensuite deuxième de la finale à la Limone Extreme et termine à la troisième place du classement Sky de la Skyrunner World Series.
Le 3 mars 2018, il s'essaie à la compétition de raquette à neige en prenant part aux championnats d'Europe à Guils Fontanera. S'emparant des commandes de la course, il distancie rapidement ses adversaires pour s'offrir le titre. Une blessure par la suite et un manque de motivation le forcent à arrêter temporairement la compétition. Il reprend l'entraînement en août et fait son retour à la compétition aux championnats du monde de skyrunning où il termine à une modeste dixième place sur l'épreuve du SkyMarathon.
Il renoue avec la victoire en 2019. Le 28 juillet, il s'impose à nouveau avec brio sur la SkyRace Comapedrosa. Le 1er septembre, il mène la course seul en tête et s'impose à la Rosetta SkyRace. Quatre jours plus tard, il signe le troisième temps au Vertical Terme di Bognanco, décrochant ainsi la médaille de bronze du kilomètre vertical aux championnats d'Europe de skyrunning. Continuant sur sa lancée mais sentant la fatigue s'accumuler, il parvient à mener la course de bout en bout pour l'épreuve SkyRace courue dans le cadre de La Veia SkyRace. Jan signe un nouveau record du parcours en 2 h 53 min 57 s et remporte le titre.
Le 25 avril 2021, il prend le départ des championnats d'Espagne de course de montagne de la RFEA à Liencres. Luttant au coude-à-coude avec Aleix Domenech et Alejandro García, il parvient à prendre une courte tête d'avance pour s'imposer et décrocher le titre.

## Palmarès
| no  | masculin           | Course                                                   | Longueur | Départ             | Temps           |
| --- | ------------------ | -------------------------------------------------------- | -------- | ------------------ | --------------- |
| 2e  | Médaille d'argent  | Nit Pirineu                                              | 5 km     | 19 septembre 2014  | 40 min 14 s     |
| 3e  | Médaille de bronze | Nit Pirineu                                              | 5 km     | 18 septembre 2015  | 38 min 14 s     |
| 2e  | Médaille d'argent  | Livigno SkyMarathon                                      | 34 km    | 26 juin 2016       | 3 h 58 min 0 s  |
| 8e  | 8e                 | Championnats du monde de skyrunning - Kilomètre vertical | 2,8 km   | 22 juillet 2016    | 35 min 48 s     |
| 2e  | Médaille d'argent  | Lone Peak Vertical Kilometer                             | 5 km     | 2 septembre 2016   | 29 min 45 s     |
| 3e  | Médaille de bronze | The Rut 28K                                              | 28 km    | 3 septembre 2016   | 3 h 15 min 0 s  |
| 1re | Médaille d'or      | Nit Pirineu                                              | 5 km     | 23 septembre 2016  | 29 min 31 s     |
| 2e  | Médaille d'argent  | Zegama-Aizkorri Vertical Kilometer                       | 3 km     | 26 mai 2017        | 36 min 11 s     |
| 1re | Médaille d'or      | Vertical Cabanera                                        | 5,2 km   | 15 juillet 2017    | 58 min 50 s     |
| 1re | Médaille d'or      | Dolomites SkyRace                                        | 22 km    | 22 juillet 2017    | 2 h 6 min 20 s  |
| 1re | Médaille d'or      | SkyRace Comapedrosa                                      | 21 km    | 30 juillet 2017    | 2 h 35 min 36 s |
| 3e  | Médaille de bronze | The Rut 28K                                              | 28 km    | 2 septembre 2017   | 3 h 20 min 31 s |
| 4e  | 4e                 | Ring of Steall SkyRace                                   | 29 km    | 17 septembre 2017  | 3 h 29 min 13 s |
| 1re | Médaille d'or      | Nit Pirineu                                              | 5 km     | 22 septembre 2017  | 38 min 18 s     |
| 2e  | Médaille d'argent  | Limone Extreme                                           | 29 km    | 14 octobre 2017    | 3 h 7 min 58 s  |
| 5e  | 5e                 | Championnats du monde de skyrunning - Kilomètre vertical | 5 km     | 13 septembre 2018  | 42 min 58 s     |
| 10e | 10e                | Championnats du monde de skyrunning - SkyMarathon        | 29 km    | 15 septembre 2018  | 3 h 22 min 19 s |
| 4e  | 4e                 | Dolomyths Run                                            | 22 km    | 21 juillet 2019    | 2 h 3 min 5 s   |
| 1re | Médaille d'or      | SkyRace Comapedrosa                                      | 21 km    | 28 juillet 2019    | 2 h 36 min 32 s |
| 1re | Médaille d'or      | Rosetta SykRace                                          | 22 km    | 1er septembre 2019 | 2 h 8 min 26 s  |
| 3e  | Médaille de bronze | Championnats d'Europe de skyrunning - Kilomètre vertical | 3,4 km   | 5 septembre 2019   | 38 min 56 s     |
| 1re | Médaille d'or      | Championnats d'Europe de skyrunning - SkyRace            | 31 km    | 7 septembre 2019   | 2 h 53 min 57 s |
| 6e  | 6e                 | Ring of Steall SkyRace                                   | 29 km    | 21 septembre 2019  | 3 h 30 min 15 s |
| 1re | Médaille d'or      | Sky Pirineu                                              | 37 km    | 5 octobre 2019     | 3 h 17 min 9 s  |
| 5e  | 5e                 | SkyMasters                                               | 27 km    | 19 octobre 2019    | 3 h 11 min 5 s  |
| 1re | Médaille d'or      | Championnats d'Espagne de course de montagne RFEA        | 16 km    | 25 avril 2021      | 1 h 2 min 27 s  |
| 1re | Médaille d'or      | Reventón Trail El Paso                                   | 32 km    | 7 août 2021        | 2 h 23 min 33 s |
| 1re | Médaille d'or      | Skyrhune                                                 | 21 km    | 25 septembre 2021  | 1 h 52 min 0 s  |
| 3e  | Médaille de bronze | Nit Pirineu                                              | 5 km     | 1er octobre 2021   | 37 min 12 s     |
| 6e  | 5e                 | The One Race - El Hierro                                 | 37 km    | 16 octobre 2021    | 4 h 10 min 37 s |
| 1re | Médaille d'or      | ETC                                                      | 15 km    | 23 août 2022       | 1 h 24 min 5 s  |
| 3e  | Médaille de bronze | Lavaredo 50K                                             | 50 km    | 23 juin 2023       | 4 h 27 min 7 s  |
| 1re | Médaille d'or      | Skyrhune                                                 | 21 km    | 23 septembre 2023  | 1 h 53 min 26 s |
| 2e  | Médaille d'argent  | Val d'Aran by UTMB - Sky Master                          | 18 km    | 6 juillet 2024     | 1 h 12 min 44 s |